# Ловро Мазалин
Ловро Мазалин (Сисак, 28. јун 1997) хрватски је кошаркаш. Игра на позицијама бека и крила, а тренутно наступа за Задар.

## Успеси

### Клупски
- Цедевита:
  - Првенство Хрватске (3): 2013/14, 2014/15, 2015/16.
  - Куп Хрватске (3): 2014, 2015, 2016.

- Цибона:
  - Куп Хрватске (1): 2023.

### Репрезентативни
- Европско првенство до 18 година: 
  -  2013.
  -  2014.